# مت بیلی
مت بیلی (انگلیسی: Mat Bailey؛ زادهٔ ۱۲ مارس ۱۹۸۶) بازیکن فوتبال اهل بریتانیا است.
از باشگاه‌هایی که در آن بازی کرده‌است می‌توان به باشگاه فوتبال نانت‌ویچ، باشگاه فوتبال کرو آلکساندرا، باشگاه فوتبال ویموث، باشگاه فوتبال اسکانتورپ یونایتد، باشگاه فوتبال استوک‌پورت کانتی، باشگاه فوتبال بارو، باشگاه فوتبال ساوتپورت، باشگاه فوتبال تلفورد یونایتد، باشگاه فوتبال لانکستر، باشگاه فوتبال نورتویچ ویکتوریا، باشگاه فوتبال ایستوود، و باشگاه فوتبال هرفورد یونایتد اشاره کرد.